# Slow Horses
Slow Horses é uma série de televisão britânica de suspense e espionagem baseada na série de romances Slough House de Mick Herron. O programa estreou no Apple TV+ em 1º de abril de 2022. A segunda temporada estreou em 2 de dezembro de 2022. Em junho de 2022, a série foi renovada para a terceira e quarta temporadas.
A série foi encomendada diretamente pela Apple TV+ em outubro de 2019. Cada temporada foi baseada em um livro individual da série Slough House.

## Elenco
- Gary Oldman como Jackson Lamb
- Jack Lowden como River Cartwright
- Kristin Scott Thomas como Diana Taverner
- Saskia Reeves como Catherine Standish
- Olivia Cooke como Sidonie "Sid" Baker (temporada 1)
- Rosalind Eleazar como Louisa Guy
- Christopher Chung como Roddy Ho
- Steven Waddington como Jed Moody (temporada 1)
- Dustin Demri-Burns como Min Harper (temporadas 1–2)
- Paul Higgins como Struan Loy (temporada 1)
- Aimee-Ffion Edwards como Shirley Dander (temporada 2)
- Kadiff Kirwan como Marcus Longridge (temporada 2)

## Recepção
A primeira temporada foi aclamada pela crítica. O Rotten Tomatoes deu-lhe um índice de aprovação de 95% com uma nota média de 7,7/10, com base em 55 críticas. O consenso dos críticos do site diz: "Slow Horses atualiza o gênero de espionagem ao deixar seu bando de bisbilhoteiros ser trapalhão, com Gary Oldman dando uma aula magistral sobre autoridade desalinhada". No Metacritic, a temporada tem uma pontuação média ponderada de 78 em 100 com base em 22 avaliações, indicando "críticas geralmente favoráveis".